# Трушкин, Николай Андреевич
Николай Андреевич Трушкин (19 декабря 1893 года, Лабинск, ныне Краснодарский край — 6 апреля 1957 года, Ставрополь) — советский военный деятель, Генерал-майор (1943 год).

## Начальная биография
Николай Андреевич Трушкин родился 19 декабря 1893 года в Лабинске ныне Краснодарского края.

## Военная служба

### Первая мировая и гражданская войны
В октябре 1914 года был призван в ряды Русской императорской армии и направлен рядовым в лейб-гвардии Петроградский полк (3-я гвардейская дивизия), где окончил учебную команду в чине младшего унтер-офицера. С сентября 1917 года находился на лечении в киевском госпитале и в ноябре 1917 года в чине подпрапорщика был демобилизован из рядов армии и переведён в команду выздоравливающих в Харьков.
В марте 1918 года красногвардейцем вступил в Ярославский красногвардейский отряд, в составе которого принимал участие в боевых действиях против белогвардейских войск в районах Армавира и станиц Курганная, Тулькевичи и Кавказская.
В мае 1918 года был призван в ряды РККА и назначен на должность командира роты 1-го Революционного Нароковского полка (1-я Кубанская колонна), после чего принимал участие в боевых действиях на Южном фронте в районе Армавира, Ставрополя и села Дивное. Во время отступления в бою у села Дивное Трушкин был ранен и пленен войсками под командованием А. И. Деникина, после чего доставлен в станицу Кавказская, где был отпущен, после чего работал санитаром в Гражданской тифозной больнице станицы Лабинская.
С марта 1920 года работал в 272-м военном госпитале 9-й армии, а затем был назначен на должность командира взвода в составе Армавирского сборного отряда, после чего принимал участие в боевых действиях по подавлению казачьих восстаний. В июне того же года был назначен на должность военного инструктора запасного полка 9-й Кубанской армии, а в сентябре — на должность начальника команды пеших разведчиков 273-го стрелкового полка (31-я стрелковая дивизия). В феврале 1921 года принимал участие в свержении меньшевистского правительства в Грузии, в боевых действиях был ранен.

### Межвоенное время
После излечения Трушкин был направлен на 8-месячные курсы при Высшей штабной школе в Москве, после окончания которых был направлен в Высшую тактико-стрелковую школу комсостава РККА, после окончания которой в сентябре 1922 года был назначен на должность начальника команды пеших разведчиков 111-го стрелкового полка (37-я стрелковая дивизия), в июне 1923 года — на эту же должность в 27-м стрелковом полку (9-я Донская стрелковая дивизия).
В январе 1924 года был направлен на учёбу в Киевскую пехотную школу, после окончания которой был направлен на учёбу на Стрелково-тактические курсы «Выстрел», после окончания которых был назначен на должность командира пулемётной роты 27-го стрелкового полка. С октября 1926 года служил в 221-м стрелковом полку (74-я стрелковая дивизия), дислоцированном в Ейске, где исполнял должность командира роты, начальника полковой школы и командира батальона. В мае 1931 года был назначен на должность помощника начальника сектора снабжения артиллерии Северокавказского военного округа, а в ноябре — на должность помощника командира по строевой части 26-го стрелкового полка.
В феврале 1932 года был направлен на учёбу на броне-химические курсы при Стрелково-тактических курсах «Выстрел», после окончания которых в апреле был назначен на должность начальника учебного центра 4-го кавалерийского корпуса, в апреле 1933 года — на должность командира и комиссара 25-го стрелкового полка (9-я стрелковая дивизия), в феврале 1936 года — на должность командира 112-го стрелкового полка (38-я стрелковая дивизия), в октябре 1938 года — на должность помощника командира 74-й стрелковой дивизии, а в августе 1939 года — на должность командира 103-й стрелковой дивизии.
В ноябре 1940 года был направлен на учёбу на курсы усовершенствования начальствующего состава при Военной академии имени М. В. Фрунзе, после окончания которых в марте 1941 года был назначен на должность командира 207-й стрелковой дивизии (Северокавказский военный округ), но после расформировании которой в апреле был зачислен в распоряжение Управления кадров НКО с прикомандированием к стрелково-тактическим курсам «Выстрел».

### Великая Отечественная война
С началом войны в июле 1941 года Трушкин исполнял должность командира 11-й стрелковой дивизии (Московский военный округ), а затем был назначен на должность командира 291-й стрелковой дивизии, которая в конце июля была переброшена на Карельский перешеек, где вела оборонительные боевые действия на рубеже Медный завод — Старобелоостров — Сестрорецк. В октябре 1941 года был назначен на должность начальника отдела боевой подготовки Ленинградского фронта, а в декабре — на должность командира 36-й запасной стрелковой бригады.
С августа 1942 года исполнял должность командира 109-й стрелковой дивизии, которая вела оборонительные боевые действия в районе Урицк — Пушкин, а с января по март 1944 года принимала участие в боевых действиях во время Ленинградско-Новгородской наступательной операции. В мае того же года дивизия была передислоцирована на Карельский перешеек, где принимала участие в ходе Выборгской наступательной операции, за что ей было присвоено почетное наименование «Ленинградская», а также награждена орденом Красного Знамени. С октября по ноябрь дивизия участвовала в боевых действиях во время Моонзундской десантной операции и освобождении острова Сааремаа. С 13 декабря 1944 по 15 февраля 1945 года Трушкин исполнял должность командира 109-го стрелкового корпуса, который выполнял задачи по противодесантной обороне островов Моонзундского архипелага.

### Послевоенная карьера
После окончания войны в июне 1945 года был назначен на должность командира 92-го стрелкового корпуса (Воронежский военный округ), а с марта 1946 года состоял в распоряжении Военного совета этого же округа. В июне этого же года генерал-майор Николай Андреевич Трушкин вышел в отставку. Умер 6 апреля 1957 года в Ставрополе.

## Награды
- Два ордена Ленина (22.06.1944, ?);
- Три ордена Красного Знамени (26.05.1943, 01.10.1944, ?);
- Орден Суворова 2 степени (29.06.1945);
- Орден Кутузова 2 степени (21.02.1944);
- Медали.